# Eremita

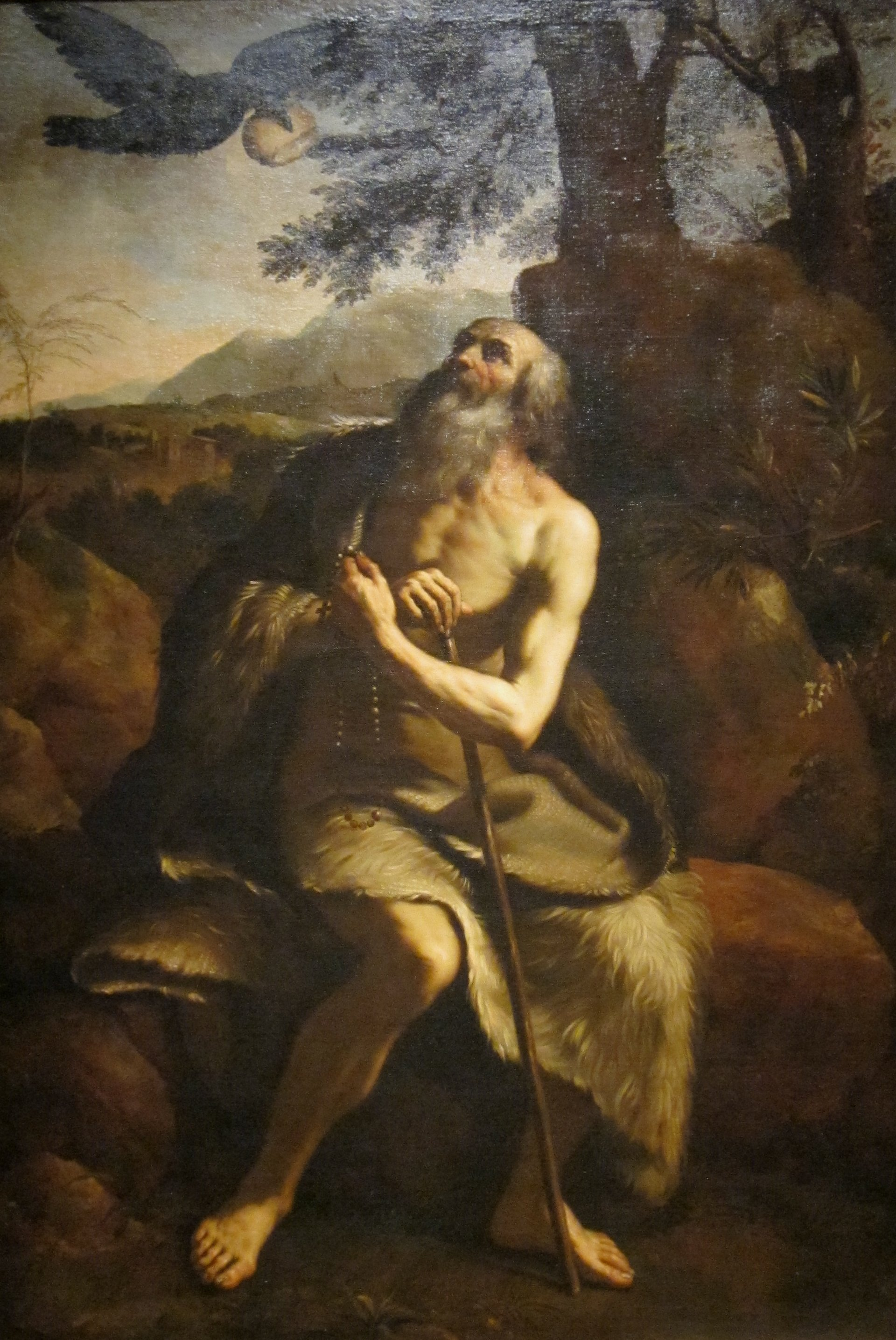
San Paolo l'eremita, opera del Guercino.

L'eremita (dal greco ἐρημίτης, letteralmente "che vive nel deserto") è colui che si ritira nella solitudine per consacrarsi a Dio dedicandosi alla meditazione o alla preghiera, senza essere astretti ad alcuna regola religiosa particolare. Le ragioni principali che possono portare a una scelta del genere sono spirituali o religiose.
La scelta di solitudine, contemplazione e ascetismo che caratterizza la vita eremitica, in contesto cristiano nasce nel deserto egiziano nel III secolo con San Paolo di Tebe e a seguire Sant'Antonio abate. Sono le prime forme di vita ascetica assimilabili alla vita eremitica nota al mondo mediterraneo, le quali si erano già tuttavia sviluppate anche in altre realtà, in Asia, legate all'induismo, al taoismo e al buddismo (VI secolo a.C. e precedenti).
Spesso, nella letteratura religiosa e in quella laica, il termine "eremita" viene usato impropriamente a indicare chiunque viva con uno stile di vita solitario, compreso il misantropo, e, in contesti religiosi, il termine è stato talvolta reso come sinonimo di "anacoreta" (dal greco ἀναχωρέω, anachōreō, che significa "ritirarsi", "partire per la regione al di fuori della città"), recluso e solitario. Tuttavia, è importante mantenere una chiara distinzione tra la vocazione degli eremiti e quella degli anacoreti.

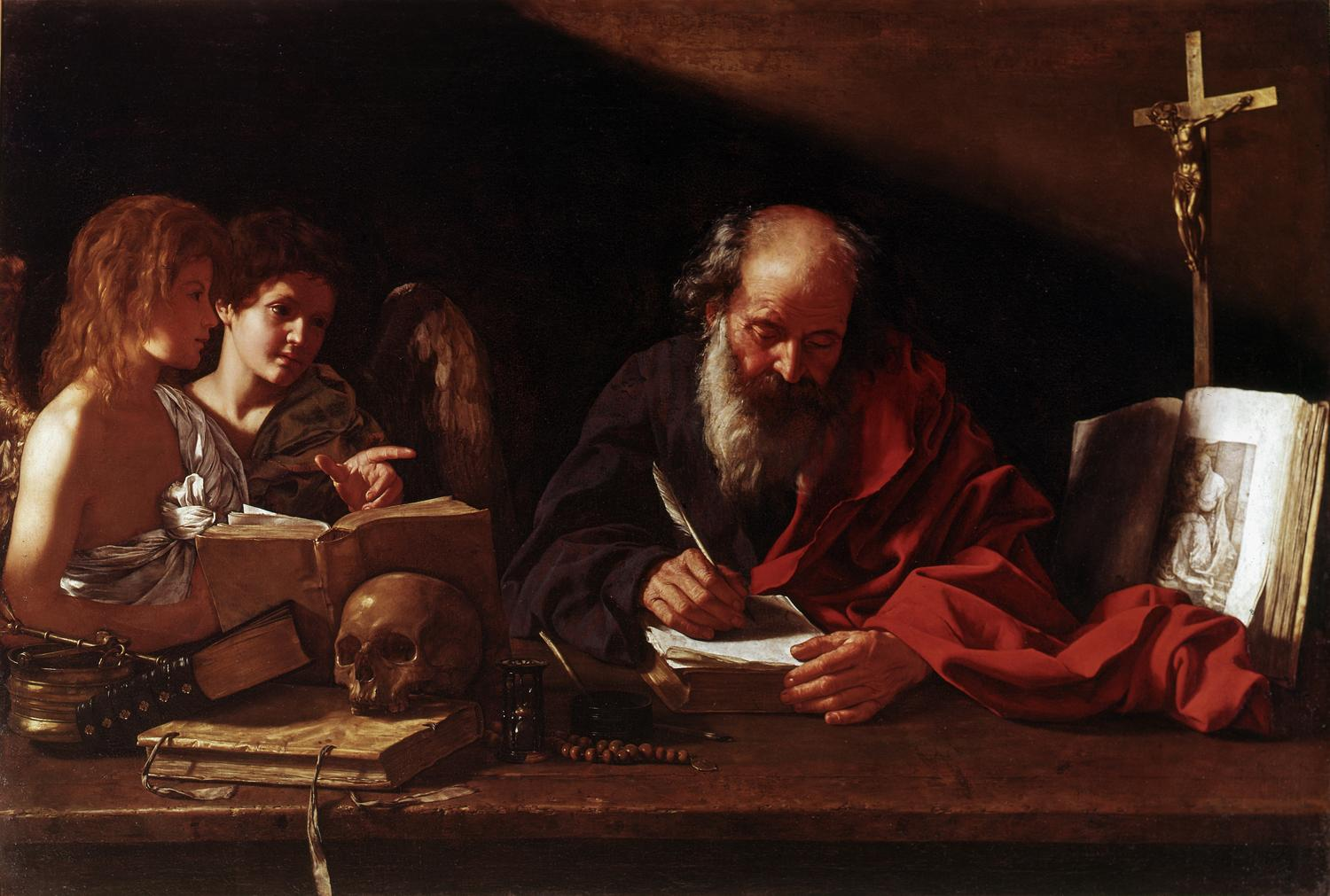
San Girolamo, che visse da eremita nei pressi di Betlemme, raffigurato nel suo eremo mentre viene visitato da due angeli. Dipinto di Cavarozzi, inizio XVII secolo.

## Etimologia

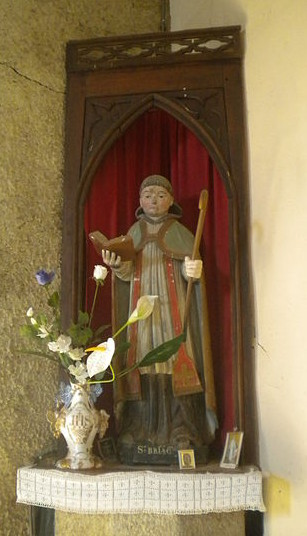
Statua di Briaco eremita.

La parola eremita deriva dal latino ĕrēmīta,, latinizzazione del greco ἐρημίτης (erēmitēs), "del deserto", che a sua volta deriva dal ἔρημος (erēmos), che significa "deserto", "disabitato", perciò "abitante del deserto".

## Cristianesimo
Nella tradizione cristiana la vita eremitica è una prima forma di monachesimo che precede la vita monastica nel cenobio. La Regola di San Benedetto (cap. 1) elenca gli eremiti tra i quattro tipi di monaci. Oltre agli eremiti che sono membri di ordini religiosi, il diritto canonico della Chiesa Cattolica Romana riconosce anche eremiti consacrati dal vescovo diocesano come membri della vita consacrata. Lo stesso vale in molte istituzioni della Comunione anglicana, compresa la Chiesa Episcopale degli Stati Uniti. Nel diritto canonico della Chiesa Episcopale, coloro che fanno richiesta al vescovo diocesano e che perseverano in un programma di preparazione richiesto dal vescovo, prendono i voti che comportano, tra l'altro, una vita in celibato e in completa castità. Essi sono indicati come "solitari" piuttosto che eremiti; ciascuno sceglie un vescovo diverso da quello della sua diocesi come una risorsa aggiuntiva spirituale e, se necessario, un intermediario.
Nel cristianesimo il concetto di vita eremitica, sia nei tempi antichi che in quelli moderni, è profondamente radicato. L'eremita trascorre una vita interamente dedicata alla lode di Dio e all'amore e, attraverso la penitenza e la preghiera, anche al servizio di tutta l'umanità. Quest'ultimo aspetto è fondamentale per la corretta comprensione della vocazione eremitica nella chiesa cattolica, dato che la tradizione giudeo-cristiana sostiene che Dio ha creato l'uomo (cioè, il singolo essere umano) in una concezione sociale o relazionale dell'umanità, il che significa che la solitudine non può mai essere lo scopo di ogni vocazione cristiana ma solo uno strumento per inseguire un particolare scopo spirituale, che fa parte della nostra comune vocazione umana.

### Storia

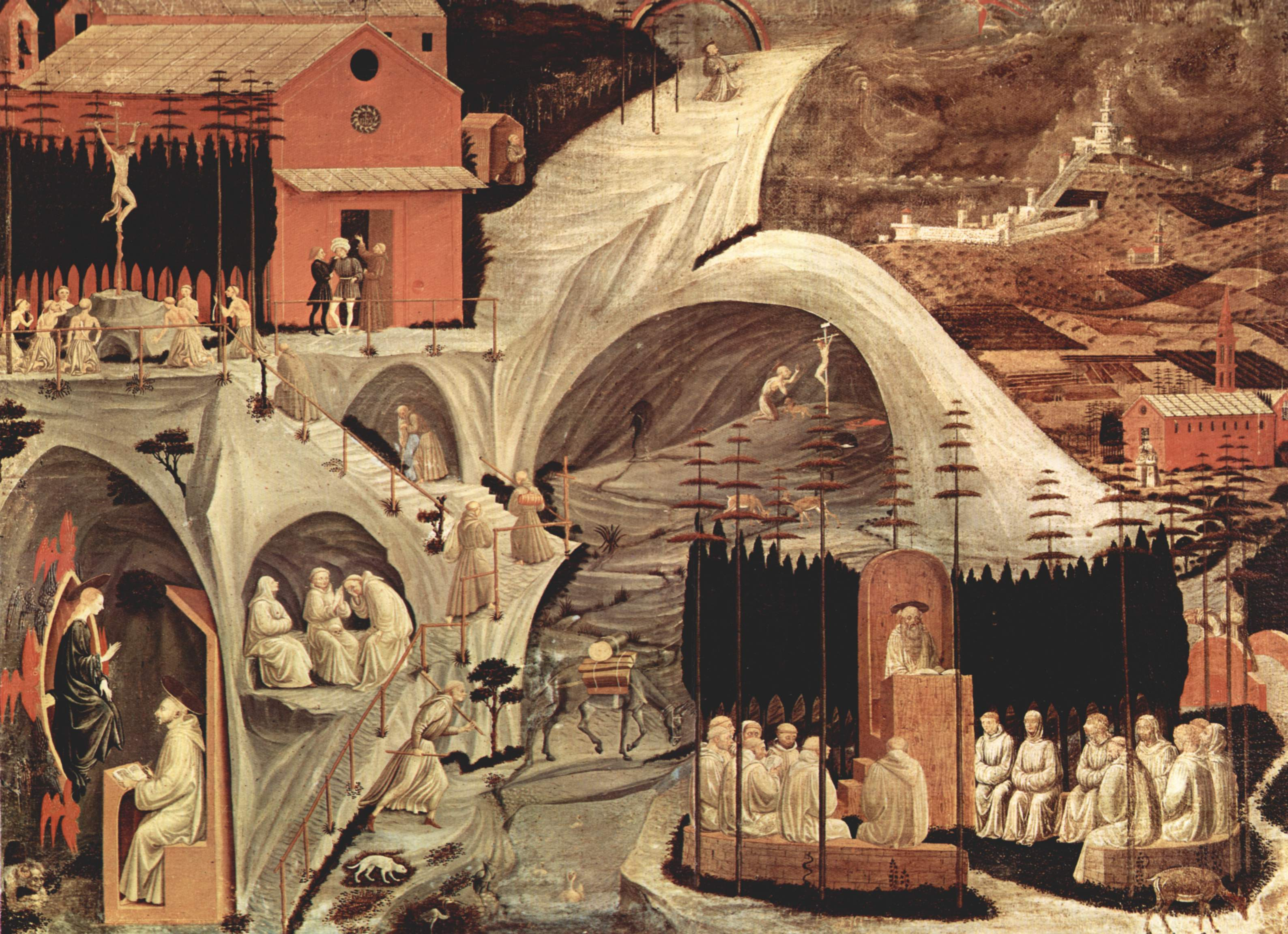
Paolo Uccello, Episodi di vite di eremiti (Tebaide)

Nella comune tradizione cristiana il primo eremita cristiano conosciuto fu Paolo di Tebe (Egitto, III secolo), anche chiamato "San Paolo primo eremita". Il suo discepolo Antonio d'Egitto (IV secolo), spesso definito come "Antonio il Grande", è forse il più famoso di tutti gli eremiti del periodo grazie alla biografia di Atanasio di Alessandria. Egli si circondò di numerosi discepoli nel deserto dell'Alto Egitto. Da questi luoghi la pratica dell'eremitismo si diffuse in tutto l'Oriente, in particolar modo con sant'Ilarione in Palestina e con san Gregorio di Nazianzio e san Basilio in Cappadocia. Molti di questi gruppi vennero denominati Padri del deserto. La vita comunitaria eremitica fondata sul cenobio si deve invece a san Pacomio.
Nel Medioevo alcuni eremiti carmelitani affermarono di aver rintracciato la loro origine negli eremiti ebraici organizzati da Elia.
Gli eremiti cristiani spesso vivevano in luoghi isolati definiti "eremi" o "eremitaggi", che potevano essere una grotta naturale o un'abitazione situata nel deserto o nella foresta. Essi venivano ricercati per consigli di tipo spirituale, e alcuni di loro si circondarono di così tanti discepoli da non vivere più in solitudine e da non poter più essere classificati come eremiti. In epoca medievale gli eremiti potevano trovarsi anche all'interno o in prossimità delle città dove potevano guadagnarsi da vivere come custodi, guide o traghettatori.
Gli eremiti orientali erano soliti mortificarsi con varie pratiche. Tra di essi vi erano gli "stazionari", condannati a vivere sempre in piedi, e gli stiliti, che passavano la loro vita sulla sommità di una colonna, pratica ideata da Simeone di Siria (V sec.). La pratica dell'eremitismo si diffuse poi, grazie a sant'Atanasio e a san Girolamo in Africa e in Europa, in particolare nella Gallia, nella Bretagna e in Irlanda. Un'altra forma particolare di mortificazione fu la reclusione volontaria per la quale molti fedeli si muravano letteralmente in una cella, e vivevano di carità, pratica questa diffusasi soprattutto nei secoli XII e XIII e riferibile in particolare all'anacoretismo.
Dal Medioevo fino ai tempi moderni il monachesimo di tipo eremitico è stato praticato anche nel contesto di ordini religiosi nel cristianesimo d'occidente. Per esempio nella Chiesa cattolica i certosini e camaldolesi organizzarono i loro monasteri come gruppi di eremi dove i monaci vivevano la maggior parte della loro giornata e la maggior parte della loro vita in solitudine, raccogliendosi insieme solo per tempi relativamente brevi per la preghiera comunitaria e solo occasionalmente per i pasti. Gli ordini cistercensi, trappisti e carmelitani permettono ai membri che sentono la vocazione per la vita eremitica, dopo anni di vita nel cenobio o nella comunità del monastero, di passare a una stanza singola del monastero adattata come eremo. Questo vale sia per i loro monaci che per le suore. Ci sono stati anche molti eremiti che hanno scelto questa vocazione, come alternativa ad altre forme di vita monastica. Nell'XI secolo, la vita dell'eremita ottenne il riconoscimento come percorso legittimo e indipendente per la redenzione. Molti eremiti in questo secolo e in quelli successivi sono stati canonizzati come santi.
In Italia fu soprattutto Papa Celestino V (Pietro da Morrone) a promuovere la pratica dell'eremitismo con la costruzione di numerosi eremi, in particolare tra i monti della Maiella. Questi eremi erano legati all'ordine celestiniano, di cui Celestino V era stato il fondatore. In Toscana si diffusero i Guglielmiti, un ordine eremitano fondato da San Guglielmo di Malavalle.
Altri importanti ordini religiosi di eremiti furono i carmelitani, i certosini e i religiosi di Monte Athos, in Grecia.

#### Anacoreti
Il termine "anacoreta" è spesso usato come sinonimo di eremita, non solo nelle prime fonti scritte, ma anche nel corso dei tempi moderni. Generalmente, l'anacoreta non si dà una regola scritta né appartiene a un ordine.
Nel Medioevo l'anacoretismo era una vocazione comune. Anacoreti e anacorete vivevano la vita religiosa nella solitudine di un "eremitaggio", di solito una piccola capanna o una cella costruita dietro una chiesa. La porta poteva essere murata nel corso di una speciale cerimonia condotta dal locale vescovo dopo che l'anacoreta si era trasferito all'interno della struttura. La chiesa aveva una piccola finestra ("agioscopio"), costruita nel muro comune vicino al santuario per permettere all'anacoreta di partecipare alla liturgia ascoltandola e per ricevere la Santa Comunione. Un'altra finestra affacciava sulla strada consentendo ai benefattori di fornire cibo e altri beni di prima necessità. Coloro che erano alla ricerca di consigli di tipo spirituale potevano anche utilizzare questa finestra per consultare l'anacoreta. Ai nostri tempi la vita anacoretica come una forma distinta di vocazione è quasi sconosciuta.

### Epoca contemporanea

#### Cattolicesimo romano
Oggi i cattolici romani a vocazione eremitica possono vivere la loro vita monastica come eremiti appartenenti a un ordine religioso cenobitico (per esempio i benedettini, i cistercensi, i trappisti) o in un ordine religioso orientato verso l'eremitismo (per esempio i certosini o i camaldolesi) ma in entrambi i casi sotto l'obbedienza al proprio superiore religioso. Oppure come eremiti consacrati sotto la direzione canonica dei loro vescovi locali (canone 603, vedi sotto).

##### Membri di un ordine religioso
Nella Chiesa cattolica oggi gli istituti di vita consacrata hanno propri regolamenti riguardanti i loro aderenti con una vocazione alla vita eremitica, e questi devono ottenere il permesso dei loro superiori per passare da un percorso religioso comunitario a una vita eremitica. Il Codice di diritto canonico (1983) non contiene invece disposizioni particolari al riguardo. Gli eremiti tecnicamente restano membri del loro ordine religioso e quindi sotto l'obbedienza al proprio superiore religioso.
Come accennato in precedenza, gli ordini monastici dei certosini e dei camaldolesi preservano il loro stile di vita essenzialmente con una visione eremitica in un contesto cenobitico: cioè i monasteri di questi ordini sono in realtà insiemi di singoli eremi dove i monaci e le monache passano le giornate da soli con periodi relativamente brevi di preghiera comune quotidiana o settimanale. Inoltre, gli altri ordini che sono essenzialmente cenobitici, in particolare i trappisti, mantengono una tradizione interna che consente ai monaci o alle monache, quando questi hanno raggiunto un certo livello di maturità all'interno della comunità, di proseguire il loro percorso religioso in modalità eremitica sotto la supervisione dell'abate o della badessa. Thomas Merton fu tra i trappisti che hanno intrapreso questo stile di vita.

##### Canone 603

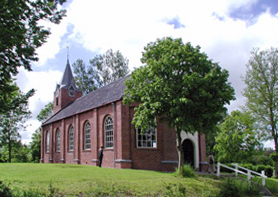
Eremo a Warfhuizen (Paesi Bassi).

Oggi un numero crescente di fedeli cristiani perseguono una vocazione alla vita eremitica, da svolgersi in un luogo isolato o all'interno di una città ma nel più rigoroso isolamento dal mondo, senza però attraversare prima una fase in una comunità monastica. Così, per venire incontro agli uomini e alle donne che si sentono chiamati alla vita eremitica o anacoretica senza essere stati membri di un istituto di vita consacrata, e che sentono il desiderio di essere riconosciuti della Chiesa cattolica romana, il Codice di diritto canonico del 1983 legifera nella sezione sulla vita consacrata (can. 603) come segue:
2. Un eremita è riconosciuto come colui che si è dedicato a Dio in una vita consacrata se lui o lei pubblicamente professa i tre consigli evangelici (cioè la castità, la povertà e l'obbedienza), confermati da un voto o da altro vincolo sacro dal Vescovo diocesano e pianifica il proprio percorso religioso sotto la sua direzione.»
Il Canone 603, pertanto, stabilisce alcuni requisiti per chi persegue la vocazione alla vita eremitica, che è riconosciuta dalla Chiesa cattolica romana come una delle "altre forme di vita consacrata". Di solito sono indicati come "eremiti consacrati".
Le norme della Chiesa cattolica per forme di vita consacrata eremitica e anacoretica non comprendono le opere di misericordia corporale. Tuttavia, ogni eremita consacrato, come ogni cristiano, è vincolato dalla legge della carità e, pertanto, deve rispondere con generosità di fronte a uno dei casi rientranti nelle opere di misericordia corporale. Inoltre, poiché gli eremiti consacrati, come ogni cristiano, sono anche vincolati dalla legge del lavoro, devono guadagnarsi da vivere con tutti i mezzi disponibili che siano compatibili con l'insegnamento cristiano. Pertanto essere impiegati nel settore dell'assistenza può essere un'opzione di lavoro qualificato per gli eremiti consacrati a condizione che possano convincere il loro vescovo che questo non costituisca un ostacolo nell'osservazione dei propri obblighi vocazionali in conformità al canone 603.
Anche se il Canone 603 non prevede alcuna clausola per quanto riguarda le associazioni di eremiti, queste sono relativamente diffuse (negli Stati Uniti esistono, ad esempio, gli Hermits of Bethlehem a Chester, New Jersey o gli Hermits of Saint Bruno; in Italia esistono monasteri appartenenti a ordini religiosi a concezione prettamente eremitica; altre forme di associazionismo eremitico sono i lavra e gli skita). Infine non tutti i cattolici laici che sentono la vocazione di dedicarsi a Dio in una vita di preghiera solitaria la percepiscono come una forma di vita consacrata. Un esempio è la vita in un Poustinia (parola di origine russa che significa "deserto"), espressione di vita religiosa eremitica nel cattolicesimo orientale che sta trovando sostenitori anche in Occidente.

### Cristianesimo orientale

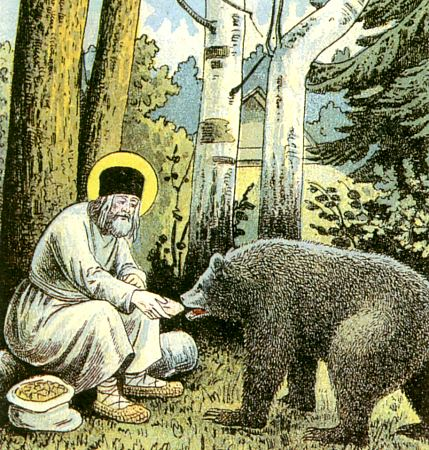
San Serafino di Sarov condivide il suo pasto con un orso.

Nella Chiesa ortodossa e nelle chiese sui iuris, tuttavia, gli eremiti vivono una vita fatta non solo di preghiera solitaria ma anche di servizio alla propria comunità nella maniera tradizionale orientale del poustinik. Il poustinik è un eremita a disposizione di tutti i bisognosi in ogni momento.
Nelle chiese cristiane orientali varianti della vita cristiana eremitica sono i percorsi religiosi semi-eremitici in un lavra o skita, storicamente esemplificati nel Wadi El Natrun, un luogo nel deserto egiziano, e continuati tutt'oggi in diversi skita posti in diverse regioni di Monte Athos.

### Famosi cristiani eremiti

#### Chiesa antica e medievale
- Antonio d'Egitto, IV secolo, un Padre del deserto, considerato il fondatore del monachesimo.
- Macario il Grande, IV secolo, fondatore del Monastero di San Macario il Grande.
- San Girolamo, IV secolo, Dottore della Chiesa, considerato il padre spirituale dell'Ordine di San Girolamo.
- Syncletica di Alessandria, IV secolo, una delle prime Madri del Deserto.
- Gregorio Illuminatore, IV secolo, portò la fede cristiana in Armenia.
- Maria Egiziaca, IV/V secolo, Egitto e Transgiordania.
- Simeone Stilita il Vecchio, IV/V secolo, Siria.
- Sara del deserto, V secolo, Egitto, una delle Madri del Deserto.
- San Benedetto da Norcia, VI secolo, Italia.
- San Gallo, VII secolo, Svizzera.
- San Romualdo, X/XI secolo, Italia, fondatore dell'ordine dei camaldolesi.
- Guðríðr Þorbjarnardóttir, X/XI secolo, Islanda.
- San Bruno di Colonia, XI secolo, Francia, fondatore dell'ordine dei certosini.
- Pietro l'Eremita, XI secolo, Francia, leader della Crociata dei poveri.
- Beato Manfredo Settala, XII/XIII secolo, Italia/Svizzera, sacerdote Ambrosiano e patrono di Riva san Vitale.
- Santa Rosalia, XII secolo, Italia, Patrona di Palermo.
- Richard Rolle, XIII secolo, Inghilterra, scrittore e religioso.
- Giuliana di Norwich, XV secolo, Inghilterra, anacoreta.
- Francesco da Paola, XV secolo, Italia, eremita.
- San Juan Diego, 1474-1548, Messico, visionario delle apparizioni di Nostra Signora di Guadalupe.

#### Tempi moderni - Chiesa cattolica romana
- Eremiti membri di ordini religiosi:
  - Maria Boulding, monaca benedettina.
  - Thomas Merton, XX secolo, monaco cistercense.
- Colonie, skita, lavra di eremiti consacrati (canone 603):
  - Eremiti di Betlemme (Hermits of Bethlehem), Chester, New Jersey
- Fedeli cristiani eremiti non appartenenti a un ordine religioso o non consacrati (canone 603):
  - Wendy Beckett, ex suora di Notre Dame de Namur, dal 1970 vergine consacrata, vive in "solitudine monastica"; storico dell'arte.
  - Catherine de Hueck Doherty, poustinik, fondatrice della Madonna House Apostolate (Ontario, Stati Uniti d'America)
  - Charles de Foucauld, XIX/XX secolo, in precedenza monaco trappista, Ha ispirato la fondazione dei Piccoli fratelli di Gesù
  - Jan Tyranowski, mentore spirituale del giovane Karol Wojtyla che sarebbe poi diventato Giovanni Paolo II

#### Tempi moderni - Chiesa Ortodossa
- Sergio di Radonež, XIV secolo.
- Germano dell'Alaska, XVIII secolo, fondatore del monastero di New Valaam e patrono della Chiesa ortodossa d'America
- San Serafino di Sarov, XVIII/XIX secolo.

#### Tempi moderni - Chiese protestanti
- L'Ordre des veilleurs, una comunità eremitica francese protestante fondata nel 1923.

## Altre religioni

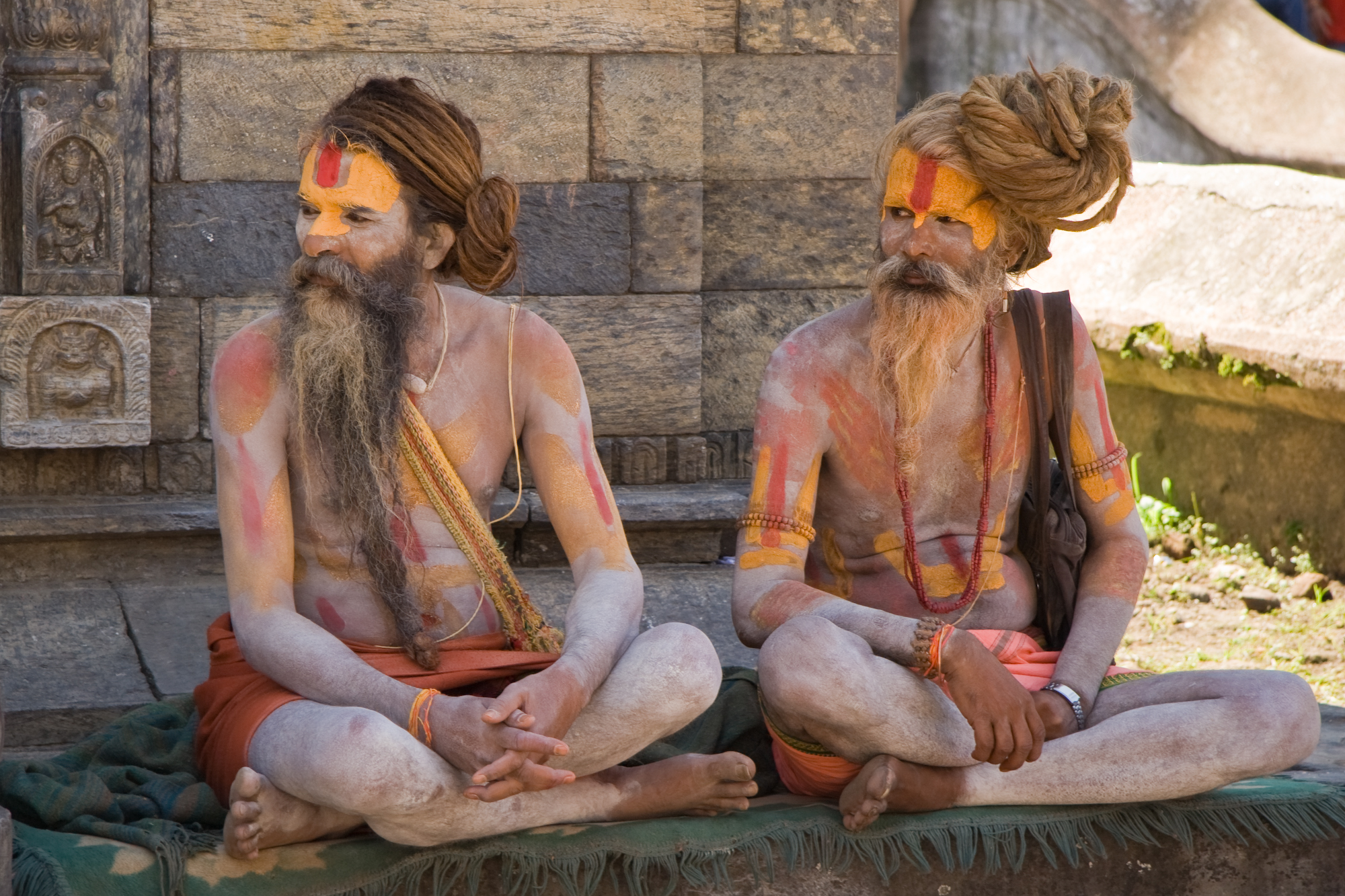
Due sādhu, eremiti indù.

Da un punto di vista religioso, la vita solitaria è una forma di ascetismo in cui l'eremita rinuncia alla vita mondana e ai piaceri. Questo percorso di vita può essere scelto per molte ragioni, tra cui le più comuni sono avvicinarsi alla divinità o al Dio che si adora o che si riverisce o dedicare le proprie energie all'auto-liberazione dalla saṃsāra. Questa pratica compare anche nell'induismo, nel buddismo e nel sufismo. Anche il taoismo ha una lunga storia di figure ascetiche e eremitiche. Nella vita ascetica eremitica, l'eremita cerca la solitudine per la meditazione, la contemplazione e la preghiera senza le distrazioni del contatto con la società umana, in pura castità, o senza la necessità di mantenere gli standard socialmente accettabili di pulizia o di abbigliamento. La disciplina ascetica può anche includere un semplice regime alimentare e/o un lavoro manuale come mezzo di sostegno.

### Eremiti noti
- Gautama Buddha, che, dopo aver abbandonato la sua vita usuale per una illuminazione spirituale, divenne in primo luogo un eremita, abbandonando poi l'ascetismo e fondando il Buddismo.
- Laozi, VI secolo a.C., in alcune tradizioni ha trascorso i suoi ultimi giorni da eremita.
- U Khandi, XIX/XX secolo, figura religiosa in Birmania.
- Yoshida Kenkō, XIII/XIV secolo, scrittore giapponese.
- Zhang Daoling, I/II secolo, fondatore della Tianshi Dao.
- Hsu Yun, XIX/XX secolo, monaco zen buddista in Cina.
- Hanshan, XIX secolo, buddista/taoista, eremita e poeta.
- Milarepa, asceta tibetano è stato uno dei principali maestri della scuola Kagyu del buddismo tibetano.

## Eremiti ornamentali
Un caso particolare è composto dai cosiddetti eremiti ornamentali diffusi in Inghilterra fra il Settecento e l'Ottocento. Essi erano persone disposte a vivere in un eremo fatto appositamente per loro all'interno della proprietà di un ricco proprietario terriero. Gli eremiti ornamentali non professavano realmente una religione ma venivano usati come decorazione e per intrattenere il padrone e i suoi ospiti.

## L'eremitismo nella fiction

### Eremitismo nella letteratura

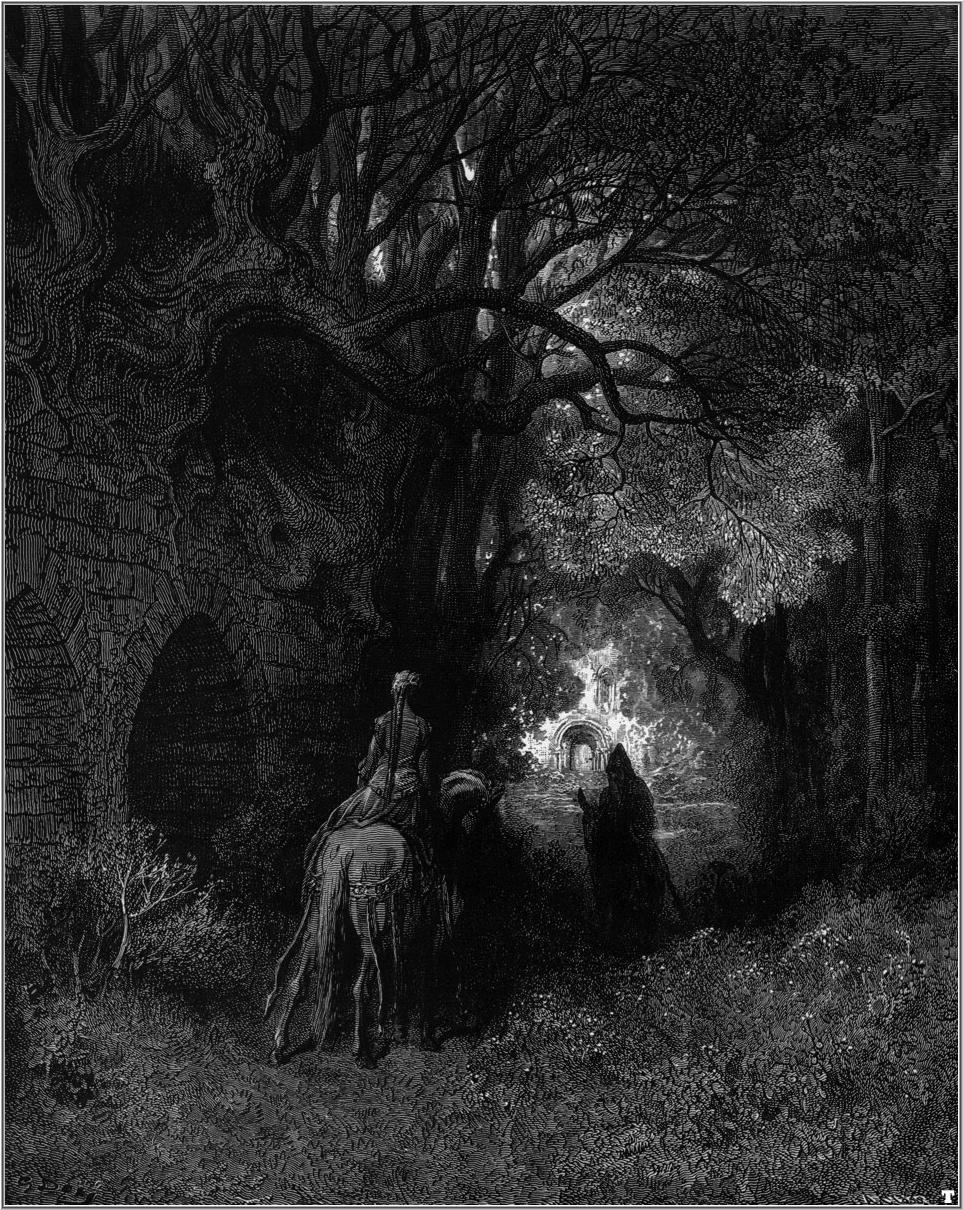
NellOrlando Furioso, Angelica incontra un eremita.

Nei romanzi dell'Europa medievale, il cavaliere errante incontra spesso eremiti durante le sue ricerche; spesso è una figura, generalmente un vecchio saggio, che gli dà consigli o lo mette in guardia su qualcosa. I cavalieri alla ricerca del Santo Graal, in particolare, imparano dagli errori di cui poi devono pentirsi, e spesso gli eremiti spiegano loro il significato profondo dei loro incontri precedenti, dei loro sogni o visioni. I maghi maligni, o stregoni, a volte si pongono come eremiti, per spiegare la loro presenza nelle zone selvagge, e per attirare gli eroi in un falso senso di sicurezza. In La regina delle fate, di Edmund Spenser, occorrono entrambe le situazioni: il cavaliere in missione incontra un eremita buono e lo stregone Archimago è il mago e falso eremita.
Gli eremiti possono apparire in fiabe anche nel personaggio di un benefattore, come in Făt-Frumos, fiaba rumena.

### Eremitismo nel cinema
In Guerre stellari, Ben Kenobi viene introdotto al pubblico come un vecchio eremita, spesso considerato dagli altri personaggi come molto pericoloso o un mago pazzo. Più avanti nella storia viene rivelato che egli era andato in esilio per motivi politici, esilio che però gli era anche servito per la sua formazione spirituale, da quando era diventato un monaco guerriero, e che il suo primo nome era in realtà Obi-Wan. Anche Yoda, un altro Jedi, originariamente era un monaco eremita.
Nel popolare anime Dragon Ball, un maestro di arti marziali, il Maestro Muten, è spesso definito come "Eremita della Tartaruga", nonostante il fatto che nel corso della serie numerosi personaggi lo visitino frequentemente nella sua casa isolata su un'isola.
Nella serie di Naruto, uno dei tre ninja leggendari, il maestro Jiraiya, chiamato "Eremita dei Rospi", vive sempre in disparte, lontano da tutti, visitando villaggi per scrivere i suoi libri per "soli uomini".
Nel film Pulp Fiction (regia di Quentin Tarantino), Capitolo "A Colazione" Parte 2, Jules (Samuel L. Jackson) dopo aver rischiato di morire, rivela a Vincent (John Travolta) che vuole lasciare la vita da gangster per abbracciare uno stile di vita da asceta; allorché, Vincent cercherà animatamente di fargli cambiare idea.

## Altri riferimenti
Nei tarocchi l'Eremita è uno degli arcani maggiori, contrassegnato dal numero IX.
Nell'alchimia l'eremita simboleggia la putrefazione.
Oggi in Giappone e nei paesi occidentali, è emerso il fenomeno degli hikikomori, giovani auto reclusi in casa, con o senza i genitori.